# ثقل البول النوعي

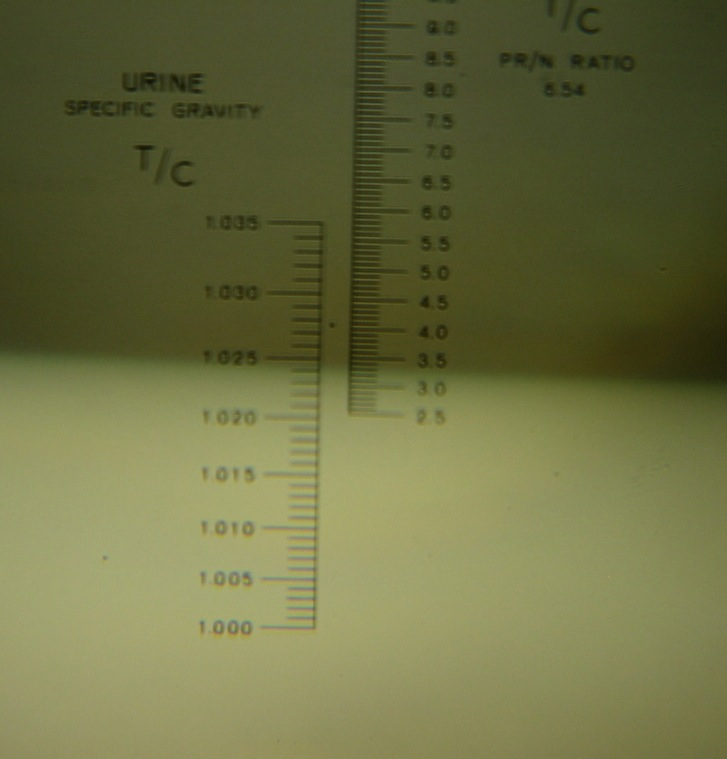

الكثافة النوعية في علم الأمراض السريري، هي معلمة أو استدلال يستخدم عادة في تقييم وظائف الكلى، ويمكن أن يساعد في تشخيص أمراض الكلى المختلفة.

## الكثافة النوعية Specific Gravity
النسبة الطبيعية للكثافة النوعية هي (1.005-1.030).
تتشكل أغلب قيمة الكثافة النوعية للبول الطبيعي من البولة 20%، كلور الصوديوم 25%، السلفات، الفوسفات.
البالغ الطبيعي مع وارد معتدل من الماء يطرح بولاً كثافته النوعية 1,016-1,022 خلال الـ 24 ساعة. على كل حال الكلية الطبيعية قادرة على طرح بول كثافته النوعية تتراوح بين 1,003 ـ 1,035. إذا كان لدينا أي عينة من البول كثافتها 1,023 أو أعلى فذلك يدل على أن قدرة تركيز الكلية طبيعية. الكثافة النوعية الأدنى بعد وارد طبيعي من الماء يجب أن تكون أعلى من 1,007.
الأبوال التي تكون كثافتها النوعية منخفض specific gravity hyposthenuric هي التي تكون كثافتها النوعية أقل من 1,007. في الداء السكري فقدان القدرة على التركيز (كما وصف سابقاً) ينتج عنه كمية كبيرة من البول مع كثافة نوعية منخفضة حتى 1,001 (الكثافة النوعية للماء هي 1,000).
الإفراز المستمر لبول منخفض الكثافة النوعية يمكن أن يرى في الشذوذات الكلوية المختلفة وتشمل التهاب الحويضة الكلوية والتهاب الكبب الكلوية.
البول عالي الكثافة النوعية يمكن أن يرى في حال الفقدان الزائد للماء (نقص الإماهة),الأمراض الكبدية، قصور القلب الاحتقاني، القصور الكظري.
عندما تكون الفروقات بين العينات المأخوذة قليلة أو معدومة والكثافة النوعية ثابتة حوالي 1,010 فذلك يدعى البول الثابت الوزن النوعيisosthenuric specific gravity وذلك يشير إلى أذيات كلوية شديدة حيث هناك إصابة في القدرة على التركيز والتخفيف..
تكون الكثافة الطبيعية للبول بين (1.005-1.030). ويعتبر ارتفاع التركيز فوق (1.030) دليلا على الإصابة بمرض يؤدي إلى زيادة التركيز في الكلى، أو يدل على حالة من الجفاف.

## الطرق Methods
الطرق المتاحة لقياس الكثافة متعددة مثل السرائد، مقياس الانعكاس، مقياس البول، وطريقة القطرة الساقطة :
```
السريدة Reagent Strip:
وهي طريقة غير مباشرة لقياس الكثافة النوعية وحقل القياس يحتوي على ثلاث كواشف أساسية: الراتنجات المبادلة للشوارد، المواد الملونة، الوقاء..
```

ومبدأ هذه الطريقة يعتمد على تغيرات درجة تشرد الحموض التي تتنج من ارتباط الراتنجات مع الشوارد المركزة في البول.
كلما ازداد تركيز الشوارد كلما نقص الـ (pka) وكذلك الـ PH.وهذا ما يؤدي إلى تغير لون المشعر اللوني نتيجة لتغير تركيز الايونات وهذا ما يعطي قيمة الكثافة النوعية.
هذه الطريقة لا تتأثر بوجود كمية كبيرة من السكر أو البروتين أو المادة الظليلة بعكس باقي القيم التي نحصل عليها من مقياس الانعكاس أو مقياس البول الموصوفة لاحقاً.